# داگلاس جی. هارلی
داگلاس جی. هارلی (به انگلیسی: Douglas G. Hurley) فضانورد اهل کشور ایالات متحده آمریکا است که در ۲۱ اکتبر ۱۹۶۶ میلادی در اندیکوت، نیویورک زاده شد. وی در مأموریت اس‌تی‌اس-۱۲۷، اس‌تی‌اس-۱۳۵، دمو-۲ حضور داشته‌است.